# Gruppo di NGC 691
Il Gruppo di NGC 691 è un raggruppamento di galassie che comprende almeno dieci galassie situate nella costellazione dell'Ariete. La distanza media del centro di massa di massa del gruppo e la nostra Via Lattea è di 127 milioni di anni luce.

## Descrizione
Sette galassie sono state incluse nel gruppo da Garcia nel suo articolo del 1993 e da Mahtessian nel 1998. Sono:
IC 163, NGC 678, NGC 680, NGC 691, NGC 694, IC 167 e NGC 697 (= NGC 674). A queste sette vanno aggiunte altre tre piccole galassie incluse solo da Garcia, cioè UGC 1287, UGC 1294 e UGC 1490. Anche la galassia IC 1730 dovrebbe far parte del gruppo, in quanto si trova nella stessa regione di cielo e a una distanza comparabile a quella delle altre.
La galassia più luminosa del gruppo è NGC 691, mentre quella di dimensioni maggiori è NGC 678.

## Membri
Nella tabella sottostante sono riportate le dieci galassie indicate da Garcia e Mahtessian oltre a IC 1730.
| Nome     | Tipo     | Classificazione             | RA (J2000.0)  | DEC (J2000.0) | Velocità radiale (km/s) | Magnitudine apparente | Distanza (Mpc) | Dimensioni (kal) |
| -------- | -------- | --------------------------- | ------------- | ------------- | ----------------------- | --------------------- | -------------- | ---------------- |
| NGC 691  | SA(rs)bc | Spirale                     | 01h 50m 41.7s | 21° 45′ 36″   | 2662 ± 2                | 11,4                  | 35,2 ± 2,5     | 132              |
| IC 163   | SBdm     | Spirale barrata magellanica | 01h 49m 15.0s | 20° 42′ 41″   | 2749 ± 1                | 13,0                  | 36,4 ± 2,6     | 52               |
| NGC 678  | SB(s)b?  | Spirale barrata             | 01h 49m 24.8s | 21° 59′ 50″   | 2835 ± 4                | 12,2                  | 37,7 ± 2,7     | 121              |
| NGC 680  | E+ pec:  | Ellittica                   | 01h 49m 47.3s | 21° 58′ 15″   | 2928 ± 5                | 11,9                  | 39,1 ± 2,8     | 98               |
| NGC 694  | Sc? pec  | Spirale                     | 01h 50m 58.5s | 21° 59′ 51″   | 2950 ± 4                | 13,7                  | 39,5 ± 2,8     | 97               |
| IC 167   | SAB(s)c  | Spirale intermedia          | 01h 51m 08.5s | 21° 54′ 46″   | 2931 ± 2                | 13,1                  | 39,3 ± 2,8     | 64               |
| NGC 674  | SAB(r)c? | Spirale intermedia          | 01h 51m 17.6s | 22° 21′ 29″   | 3090 ± 2                | 12,0                  | 41,5 ± 2,9     | 156              |
| UGC 1287 | Im       | Irregolare magellanica      | 01h 49m 44.0s | 22° 22′ 28″   | 2964 ± 5                | 14,003 ± 0,0241       | 39,6 ± 2,8     | 49               |
| UGC 1294 | Im?      | Irregolare magellanica      | 01h 50m 13.3s | 23° 09′ 31″   | 2856 ± 6                | 13,807 ± 0,0471       | 38,0 ± 2,7     | 29               |
| UGC 1490 | S?       | Spirale                     | 00h 00m 32.2s | 21° 17′ 15″   | 3076 ± 4                | 13,78                 | 41,4 ± 2,9     | 29               |
| IC 1730  | SO??     | Lenticolare                 | 01h 49m 57.9s | 22° 00′ 44″   | 2959 ± 23               | 14,4                  | 39,5 ± 2,8     | 24               |

Il sito DeepskyLog permette di trovare agevolmente le costellazioni in cui si trovano le galassie; in alternativa si possono utilizzare le coordinate delle galassie per individuarle. Se non altrimenti indicato, le coordinate sono quelle fornite dal sito NASA/IPAC (National Aeronautics and Space Administration / Infrared Processing and Analysis Center).